# 飛魚座ε
飛魚座ε（ε Volantis），又名CP-68 736，HD 68520、SAO 250128、HR 3223，是飛魚座的一個四合星恒星系統，视星等为4.35，位于銀經281.62，銀緯-18.56，其B1900.0坐标为赤經8h 7m 36.4s，赤緯-68° -18.56′ 24″。